# Újpesti Meteor (hírlap)

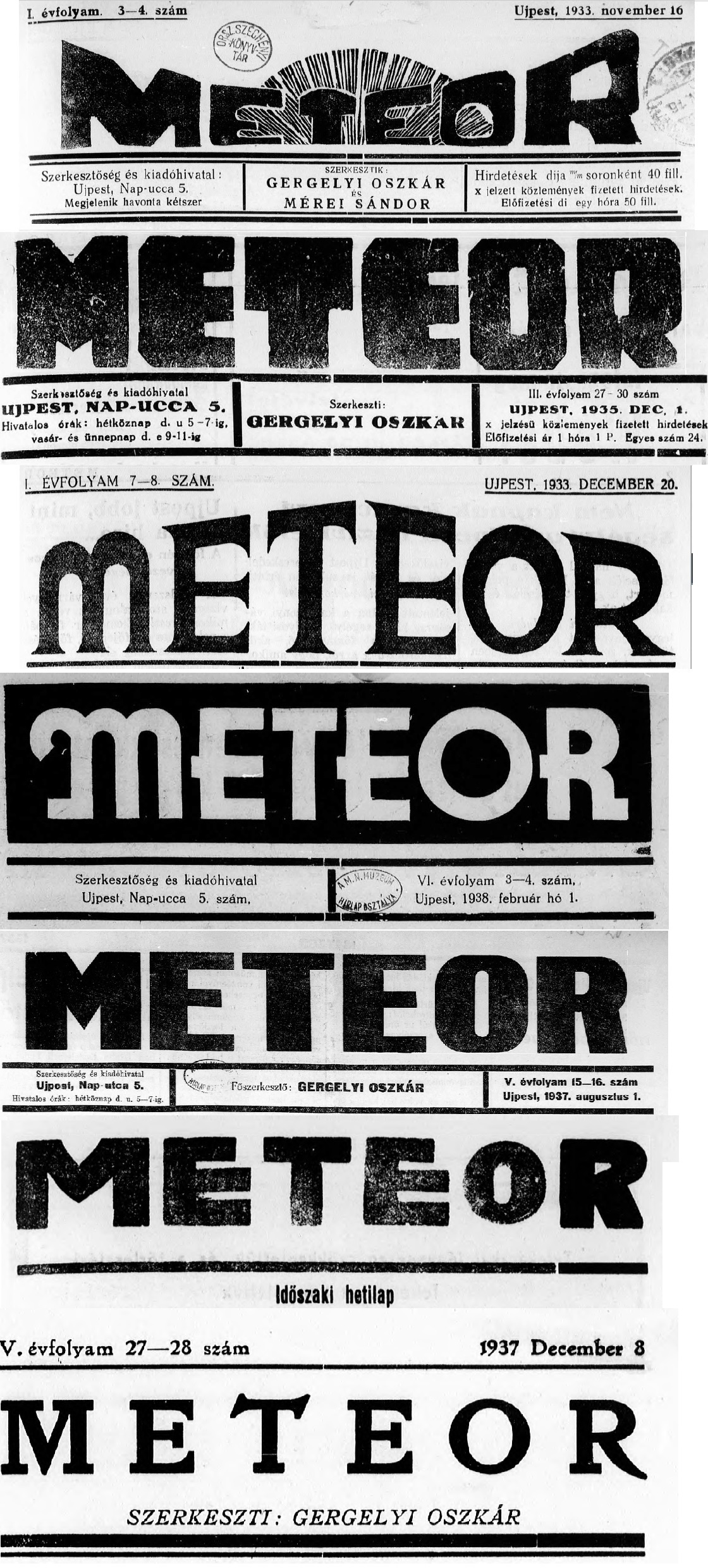
A Meteor c. újság fejlécei 1933 és 1938 között

Az Újpesti Meteor (vagy röviden Meteor) egy 1933 novembere és 1938 februárja között rendszeresen megjelenő – saját meghatározása szerint – irodalmi, művészeti és társadalmi hírlap volt Újpesten. Főszerkesztője Gergelyi Oszkár újságíró volt. Szerkesztősége az újpesti Nap utca 5. szám alatt volt. 

## Története
A Meteor 1933. november 1-én jelent meg először. A leggyakrabban 12, ritkábban 8 oldalas hírlap havonta kétszer, jellemzően hónap elsején és tizenötödikén jelent meg. 
Az újság rendszeresen foglalkozott helyi korrupciós ügyekkel (a "városi szállítók" visszaéléseivel, túlárazásaival) és az újpesti nyomortelepeken élők sanyarú életkörülményeivel ("barakkok népe"). Ugyancsak rendszeresen számolt be újpesti bűnügyekről, bírósági ítéletekről és sporteredményekről. Felületet biztosított számos újpesti kiskereskedő és iparos hirdetéseinek. A hírlap hasábjain rendszeresen jelentek meg irodalmi művek, versek, ritkább esetben kisebb novellák. 
A Meteort kezdetben Ritter Jenő könyvnyomdájában (Újpest, István út 3.), később Bognár Jenő könyvnyomdájában (Újpest, Lőrinc utca 65.), Deutsch Dezső "Bravour" nyomdájában (Újpest, Árpád út 154.), végül Weber Gusztáv "Grafika" nyomdájában (Újpest, Jókai utca 18.) nyomtatták.
Az újság 1938 februári megszűnésének körülményei ismeretlenek. 

### Szerkesztők
- S. Pállya Edith Etelka (Pállya Celesztin festőművész lánya, Gergelyi Oszkár felesége)[forrás?]
- Mérei Sándor[2]
- Kellner Lajos
- Sass Imre

### Megjelenések
A lap megjelenései:
- 1933 (I. évfolyam): 4 szám
- 1934 (II. évfolyam): 21 szám
- 1935 (III. évfolyam): 14 szám
- 1936 (IV. évfolyam): 20 szám
- 1937 (V. évfolyam): 14 szám
- 1938 (VI. évfolyam): 2 szám

## Politikai beállítottsága
Az újság alapvetően jobboldali alapállású volt a 30-as évek baloldali pártok által vezetett Újpestjén. Támogatta a kormányzó Nemzeti Egység Pártját és Gömbös Gyula miniszterelnökségét. Több alkalommal hangoztatott irredenta és revíziós nézeteket. Rendszeres kritikákkal illette Újpest szociáldemokrata városi képviselőit és alkalmanként Semsey Aladár polgármestert is, ugyanakkor kritikusan viszonyult a helyi nyilaskeresztes mozgalomhoz. 

### Szerepe az 1936-os újpesti helyhatósági választások alkalmával

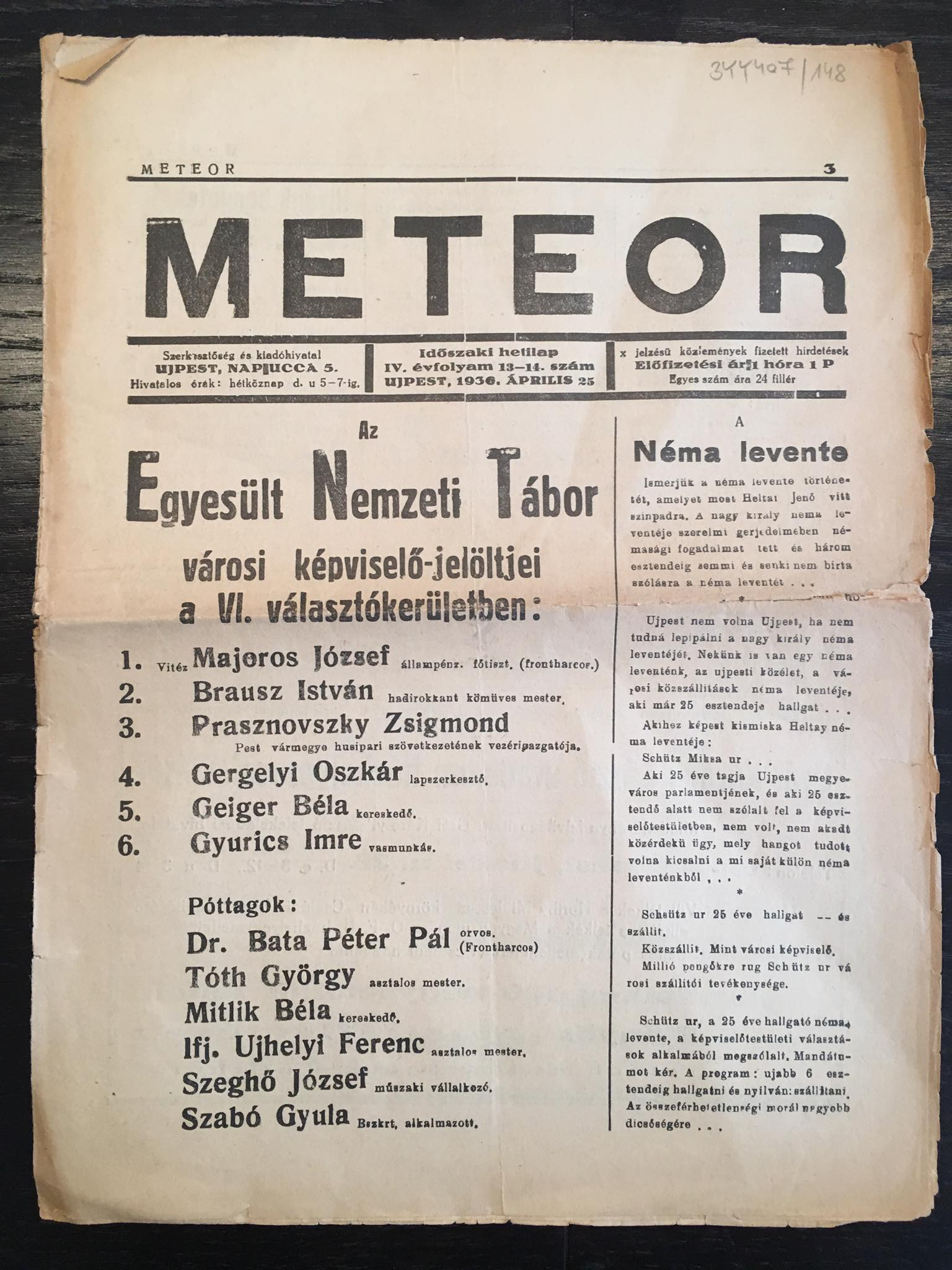
A Meteor egyik eredeti példánya 1936-ból. Az újság az Egyesült Nemzeti Tábor elnevezésű jobboldali koalíciót támogatta az újpesti helyhatósági választásokon. A Meteor főszerkesztője, Gergelyi Oszkár a lista 4. helyén található, de végül nem jutott mandátumhoz.

Az Újpesti Meteor nyíltan támogatta az Egyesült Nemzeti Tábor elnevezésű jobboldali formációt az 1936-os újpesti helyhatósági választáson, tekintettel arra, hogy a hírlap főszerkesztője, Gergelyi Oszkár maga is jelöltként indult ezen a listán. Ezen a választáson a NEP-et és a keresztény pártokat tömörítő jobboldali lista a szociáldemokratákat és a polgári liberálisokat képviselő Polgárok és Munkások Szövetsége nevű baloldali listával szemben küzdött meg. Az 1936 májusában megtartott választáson a baloldali tömb 51:9 arányban nyert, így Újpestnek továbbra is baloldali vezetése maradt és Gergelyi Oszkár sem jutott be az akkor még hatvan fős városi képviselő-testületbe.